# Dicranomyia (Dicranomyia) collita
Dicranomyia (Dicranomyia) collita is een tweevleugelige uit de familie steltmuggen (Limoniidae). De soort komt voor in het Australaziatisch gebied.